# 横琴口岸

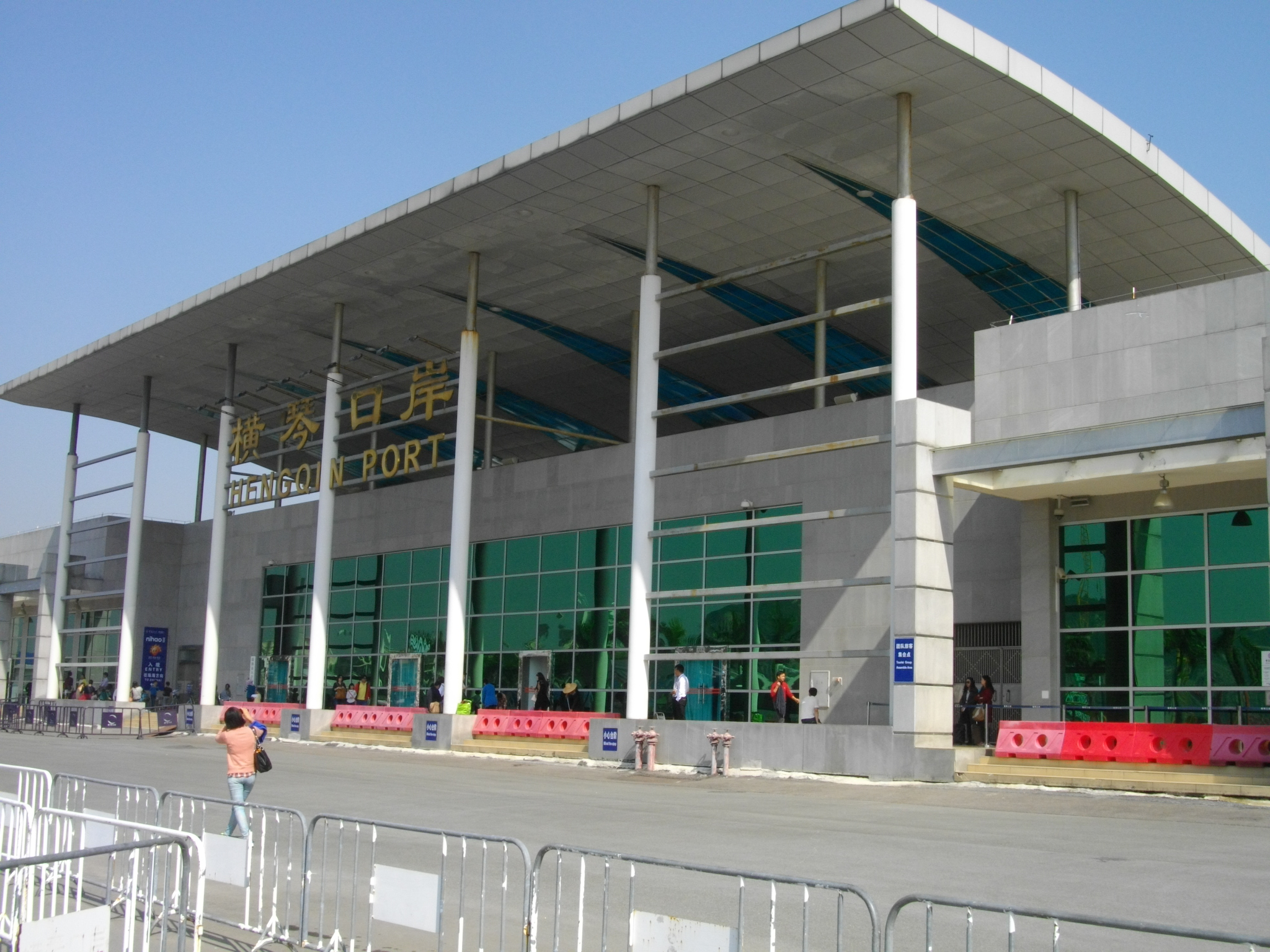
横琴口岸第二代查验大厅（現已拆除）

横琴口岸（英語：Hengqin Port）是中华人民共和国一个地区性的陆路边境口岸，位于广东省横琴粵澳深度合作區内。
橫琴口岸澳門口岸區（葡萄牙語：Zona do Posto Fronteiriço de Macau do Posto Fronteiriço Hengqin）為澳門特別行政區與廣東省珠海市四條陸路邊境通道之一，也是兩地第二條的陸路邊境通道。位于澳門嘉模堂區内。實行24小時通關，是兩地首個全天候開放的正式口岸。
此口岸是繼港珠澳大橋珠澳口岸後，第二個往返珠澳的出入境口岸採用「合作查驗，一次放行」的通關模式，旅客通關時會先通過離境一方關檢區域，再接受雙方人員證件查驗，最後通過入境一方關檢區域。另外，在二期客貨車車道中首次採用“合作查驗、一次放行”（聯合一站式）查驗模式的車道出入境通關口岸。運用聯合一站式系統對車輛進行檢查的粵澳兩地五家單位包括橫琴海關、橫琴邊檢以及澳門海關、澳門治安警察局、澳門衛生局。粵澳兩地五家聯檢單位首次在同一通道、同一平台上完成對通關車輛及人員資訊的一次採集、分別處置、聯合驗放，有效簡化車輛通關手續。

## 历史

### 舊口岸聯檢大樓時期
横琴口岸於1999年6月建成，2000年3月28日正式通關。
2005年9月17日，因旅檢大樓建築出現問題需要重建，一度暫停通關（過境車輛除外）。直至2007年5月1日，旅檢大樓重建完成並恢復啟用。

### 臨時邊檢大樓時期
2014年12月18日00:00起實現24小時通關，並且啟用臨時邊檢大樓，為橫琴口岸綜合交通樞紐的首個工程，目的為拆卸原有口岸大樓以興建樞紐（包括永久口岸建築物，以及上蓋六幢高130-200米商用樓宇）。预计到2020年，横琴口岸新联检大楼将启用，实行“合作查验、一次放行”通关模式，整体工程拟2022年底建设完毕。
2019年10月26日，全國人大常委會全票通過《關於授權澳門特別行政區對橫琴口岸澳方口岸區及相關延伸區實施管轄的決定（草案）》，正式批准將重建後的橫琴口岸澳門口岸區和延伸區，連同蓮花大橋一併租予澳門，以及授權澳門對該區域依照澳門法律管轄，而租期由重建後口岸啟用日起至2049年12月19日，並可於人大批准後續期。授權澳門實施管轄的區域包括橫琴口岸澳門口岸區、蓮花大橋、澳門大學連接橫琴口岸通道橋相關部分（不包括橋墩）以及澳門輕軌延伸至橫琴口岸澳門口岸區的預留空間，該空間用以興建行車隧道和月台等。此外，由橫琴口岸澳門口岸區將新建一條道路接駁澳門大學，而該道路亦屬租借範圍。澳門亦會通過相關本地立法，將原本查檢出入境的路氹邊檢大樓搬遷到橫琴，以及於橫琴口岸實施「合作查驗、一次放行」新通關模式。
2020年3月17日，澳門特別行政區政府在公報刊登第1/2020號法律《訂定在橫琴口岸澳方口岸區及相關延伸區適用澳門特別行政區法律的基本規範》、第6/2020號行政長官公告、第7/2020號行政長官公告、第70/2020號行政長官批示，宣布橫琴口岸澳方口岸區及相關延伸區於2020年3月18日起啟用，並在該區域實施澳門特別行政區法律，以及視同位於澳門特別行政區以內的地域。但正式通關日期待粵澳政府公佈。與此同時，澳門特別行政區政府亦公佈橫琴口岸澳方口岸區及相關延伸區旅檢區域地籍圖。
2020年8月16日06:00至橫琴口岸建設工程全部完工為止，海關實施橫琴口岸出入境貨運車輛臨時分流措施如下：
- 危化品運輸車輛保留在橫琴口岸出入境（通關時間為08:00-20:00）。
- 從蓮花口岸出境的運輸供澳鮮活產品空車，調整到珠澳跨境工業區口岸出境（通關時間為06:00-20:00）。
- 除上述危化品運輸車輛和運輸供澳鮮活產品空車之外，其他貨運車輛調整到港珠澳大橋口岸珠澳貨運通道出入境（通關時間為24小時）。
- 供澳鮮活產品運輸車輛經關閘口岸入境澳門。
- 已分流到港珠澳大橋口岸珠澳貨運通道出入境和珠澳跨境工業區口岸出境的貨運車輛，不能經橫琴口岸出入境。

2020年8月18日，為配合新舊出入境口岸需要進行交接，以下時段將實施以下安排：
- 14:30起，所有旅客禁止進入出境大堂。當最後一班蓮花口岸專線巴士及最後一輛出境車輛，抵達澳門路氹邊檢大樓的入境區域後，蓮花大橋往返兩地舊口岸之路段，隨即封閉。當前述車輛及旅客，完成入境通關手續後，兩地的入境大堂及入境車道，隨即關閉；
- 14:50起，蓮花大橋來往新橫琴口岸路段開通，出境車輛、公共巴士、的士及其他特許車輛，可前往橫琴口岸澳門口岸區。其他旅客可轉乘公共交通工具，直接前往橫琴口岸澳門口岸區；
- 15:00起，新橫琴口岸正式啟用通關。

### 新聯檢大樓時期
2020年3月18日00:00，粵澳兩地在橫琴口岸一樓出境大廳舉行交接儀式，粵方代表將橫琴口岸澳方口岸區模型交予澳方代表。本次移交的橫琴口岸澳方口岸區及相關延伸區旅檢區域範圍總面積66428平方米，包括：
- 旅檢大樓澳方轄區以及連接其他澳方轄區和地面的通道；
- 二層交通樞紐平台以及連接其他澳方轄區和地面的通道已建成部分；
- 蓮花大橋原內地管轄的主橋及南側引橋橋面、橋體（橋墩除外）。
- 移交澳方的部分共分三個階段，第一階段包括旅檢大樓、出入境疏散平台及蓮花大橋原內地管轄的主橋等，總面積為66428平方米；第二階段包括永久客貨車通道、隨車人員驗放廳，以及澳門大學通往橫琴新口岸通道橋等；第三階段包括澳門輕軌延伸至橫琴口岸預留的區域。[12]

2020年8月18日15:00，新橫琴口岸聯檢大樓，正式啟用。原橫琴口岸旅檢通道及離境車道，全部搬遷至新橫琴口岸。同時，位於澳門路氹城的路氹邊檢大樓的所有邊檢設施，遷移至新口岸聯檢大樓的澳門口岸區。
2023年7月18日，中華人民共和國出入境管理局出台《積極支援促進橫琴粵澳深度合作區建設發展若干出入境管理服務措施》，措施明確在該口岸試點推行「常旅客」計劃，對經常往返琴澳兩地的商務公務人員、澳門高校職工等符合條件的出入境人員，提供「常旅客」通關便利安排；實行出入境通關車輛「合作查驗、一次放行」新模式，實現跨境車輛「一次排隊，集中採集，聯動放行」；進一步提升出入境車輛通關效率，建設智慧化車體檢查系統，推動實現車體檢查一次停車、資訊共用共用、結果同步判定，減少跨境車輛停車檢查次數和等候時間。

### 二期工程：客貨車聯合一站式
2021年9月，在《澳門-橫琴跨境建設項目》文件中，提到澳門大學連接橫琴口岸通道橋工程將爭取於該年下半年動工，初步方案設有兩條橋樑，一條是400米，另一條是240米。橋樑除了通車外，還設有專用行人專道，橋的落腳點位於澳門大學新校區東北角。
2021年11月12日，橫琴粵澳深度合作區執委會與澳門特別行政區政府保安司共同召開合作區口岸通關合作視頻會議，並達成四方面共識。包括：一是加快推進合作區分線管理基礎設施建設，儘快成立橫琴口岸客貨車“合作查驗、一次放行”（聯合一站式）查驗模式創新工作專責小組，加快推進各項工作；二是穩步推進澳門機動車便利入出橫琴相關工作，結合橫琴口岸二期工程建設和澳門輕軌延伸橫琴線下穿口岸車輛查驗平臺施工安排等現實情況，積極回應澳門各界和廣大市民重要關切；三是全力支持澳門輕軌延伸橫琴線下穿口岸車輛查驗平臺施工安排，協調各方採取有效措施，確保施工順利推進和口岸通關安全；四是針對橫琴口岸通關堵點和痛點，粵澳雙方共同努力，採取針對性措施，優化查驗設施設備及人力資源組織，推進口岸通關便利化工作。
2021年11月16日，澳門特別行政區行政長官賀一誠發表澳門特別行政區政府2022年財政年度施政報告時提到橫琴口岸二期工程正在建設，正構建車輛「大一站式」新型通關模式，推進該口岸連接澳門大學新校區通道和澳門輕軌延伸橫琴線建設工作。
2022年2月17日，「澳門大學連接橫琴口岸通道橋」項目主體工程進入第二階段施工，預計2023年6月完工。
2023年2月6日，保安司司長辦公室就回覆澳門立法會直選議員李靜儀提出的書面質詢，對於其中橫琴口岸二期車道預計啟用時間節點作補充。建設單位向澳方表示工程受到2022年底COVID-19疫情影響，導致現場施工及作業人員不足，另外「邊通關邊施工」道路多次切換、澳門輕軌橫琴線專案交叉施工等諸多因素疊加，造成工程進度滯後約二至三個月，竣工日期延至同年3月31日，因此永久車道預計具備啟用條件的日期，亦由2023年3月底延至6月，就此澳琴雙方達成共識，由橫琴相關部門對外發出新聞稿。
2023年4月20日00:00起，橫琴口岸澳方口岸區及相關延伸區第二階段客貨車檢區域（澳門大學連接橫琴口岸通道橋除外）正式啓用，並適用澳門特別行政區法律實施管轄。琴澳兩地相關部門將繼續推進永久客貨車通關設施設備建設及聯調聯試，並開展通關壓力測試和各類應急演練，確保永久客貨車道及隨車人員驗放廳正式開通後安全、順暢、高效運行。永久客貨車道正式開通日期由粵澳兩地政府商定，在未正式開通前，通關車輛仍需使用目前的臨時通關車道。
2023年4月26日，代建商南光集團宣佈“澳門大學連接橫琴口岸通道橋”項目琴澳兩側橋樑近日順利合攏，標誌著項目取得重大階段性成果，當時預計於同年下半年完工通車。
2023年6月6日，澳門保安司司長黃少澤指，車道工程完工及投入使用後，車道將由8條增加30條。
2023年6月19日，澳門特區公報刊登行政長官公告，公布中華人民共和國國務院批覆廣東省人民政府及澳門特區政府，同意分階段啟用橫琴口岸澳方口岸區及相關延伸區第二階段區域，並適用澳門法律管轄。相關範圍分為四個區塊，總面積 10.1萬多平方米，第一區塊至第三區塊自2023年4月20日啟用，包括二層交通樞紐平台、地面層出入境貨車查驗場、小客車隨車人員驗放廳、客貨車卡口和車道、蓮花大橋原內地管轄北側引橋的橋面和橋體等；第四區塊為澳門大學連接橫琴口岸通道橋在中國大陸境內的橋面和橋體，2023年8月1日起啟用，正式開通日期由粵澳兩地政府商定。
2023年7月26日起，二期新客貨車通道進行系統全流程實車測試工作。
2023年7月31日，澳門大學連接橫琴口岸通道橋順利竣工並完成驗收。根據國務院的批覆，通道橋在內地境內的橋面及橋體（橋墩除外），將於2023年8月1日0時移交澳門，而正式開通日期將配合橫琴口岸二期工程的進展而確定。
2023年8月10日，澳門保安司司長黃少澤表示，二期車道自該年6月8日起進行了一系列聯調聯試工作，各項測試進展順利，預料二期車道有條件於同年8月30日試運行，之後繼續評估，預料至9月份系統運作將進一步穩定和暢順。此外，澳門大學連接橫琴口岸通道橋已完成建設，待完善系列配套後，希望與橫琴口岸二期車道同步啟用。
2023年9月18日，二期客貨車通道舉行珠澳跨境聯合消防演習，模擬口岸二期客貨車道往橫琴方向發生車輛起火事故。
2023年9月26日，橫琴口岸二期客貨車聯合一站式查驗的部分車道（橫琴往澳門方向6條車道，澳門往横琴方向9條車道）已完成建設，經琴澳兩地相關部門協商一致正式開通試運行。蓮花大橋全線恢復通車，澳門大學連接橫琴口岸通道橋車道同步開通啟用，該通道橋人行道則受舊交通平台整改工程影響暫未能同步啟用。新通關車道採用“合作查驗，一次放行” （聯合一站式）創新查驗模式，實現出入境車輛“一次排隊，一次放行”。鑑於橫琴口岸一層隨車人員驗放廳尚未完成建設，往來琴澳非准予隨車通關乘客仍需經旅檢大廳出入境；不具橫琴口岸通關資格的汽車自開通試運行日起可到澳門口岸區接送乘客。交通安排如下：
- 14:45，開放旅檢大廳通往北側（新）交通平台的通道，旅客可步行往返。同時，開放蓮花大橋通往二層北側（新）交通平台的行車通道，並停止車輛前往二層南側（舊）交通平台，請駕駛者配合現場人員指示有序行進。蓮花大橋全線恢復通車，連接澳門路氹區以及橫琴口岸澳門口岸區，電單車、單車及行人禁止通行。
- 14:50，澳方及琴方暫停車輛出境，澳方出境車輛須從二層北側（新）交通平台前往新出境車道。
- 15:00，聯合一站式部分車道正式開通試運行。澳門大學連接橫琴口岸通道橋車道、蓮花大橋引橋通往北側（新）交通平台通道，以及北側（新）交通平台往蓮花大橋通道同步開通啟用。

2024年3月1日，橫琴粵澳深度合作區正式封關運行，橫琴口岸作為連接深合區的“一線”海關監管區域，攜帶行李物品進境的政策明顯放寬，設置「新家園」便捷通道，允許在合作區學習就業、創業、生活的澳門居民攜帶一定數量的動植物產品進入合作區。
2024年3月18日15:00起，經琴澳兩地相關部門協商一致，30條客貨車聯合一站式車道正式啟用。此外，往來粵澳口岸原貨車通關安排暫維持不變，後續待粵澳相關部門協商一致後另行通告。琴澳兩地口岸查驗單位將根據現場通關情況，適時開通相應車道，敬請駕乘人員留意現場通關指引及有關安排。
2024年4月9日15:00起，屬客貨車聯合一站式車道一部分的隨車人員驗放廳正式啟用，出入境大堂採用 “合作查驗，一次放行”通關模式，各設有8條快捷查驗通道和3條人工查驗通道。
2024年6月30日09:00起，為落實《橫琴粵澳深度合作區建設總體方案》有關要求，保障合作區分線管理政策下免（保）稅貨物經口岸進入合作區，經粵澳相關部門協商，決定分階段有序恢復橫琴口岸貨物及其運輸車輛通關。
2024年10月28日，試點擴展「合作查驗自助通道」適用人員範圍，新增符合條件的持外國護照人員通行。

### 三期工程：輕軌橫琴線建設工程
2021年3月18日，澳門輕軌延伸橫琴線正式動工，並於該年第二季內展開位於橫琴口岸澳門口岸區地底的HE2車站建設工程。
2021年9月，在《澳門-橫琴跨境建設項目》文件中，提到位於橫琴口岸澳門口岸區地底的HE2車站已經動工。
2024年2月3日，珠機城際鐵路二期（珠海長隆站-珠海機場站）開通運營，廣鐵集團於橫琴站已預留接口與澳門輕軌橫琴線橫琴站無縫換乘，實現珠澳軌道交通互聯互通。
2024年4月1日0時起，經中華人民共和國國務院批覆，第三階段澳門輕軌延伸預留空間正式交付澳門特區使用，並依照澳門特區法律實施管轄。有關面積於同年11月29日公佈，相關區域由兩部分組織，其中輕軌橫琴側行車隧道及附屬疏散井，共4,611平方米；而車站面積共22,000平方米，其中位於負一層的票務層為12,300平方米，負二層月台層為9,819平方米，啟用日期由澳門特別行政區政府決定。
2024年12月2日，輕軌橫琴線正式通車，位於澳方口岸區地庫一層至二層的橫琴站正式啟用。

## 合作快捷查驗通道適用對象
| 身份類別           | 身份類別       | 澳門居民 | 中國内地居民                                                                                           | 香港居民                                                                                        | 台灣居民                                                     | 外籍人士 |
| ------------------ | -------------- | --- | --- | ----------------------------------------------------------------------------------------------- | ------------------------------------------------------------ | --- |
| 適用年齡           | 適用年齡       | 年滿7歲 | 年滿7歲                                                                                                | 年滿11歲                                                                                        | 年滿7歲                                                      | 年滿7歲 |
| 適用身高           | 適用身高       | 1.2米以上 | 1.2米以上                                                                                              | 1.2米以上                                                                                       | 1.2米以上                                                    | 1.2米以上 |
| 證件類型           | 證件類型       | 以下情況除第一項僅需辦理中國内地自助通關備案手續外，其他人士需要辦理澳門和中國内地自助通關備案手續： 1. 澳門居民身份證+港澳居民來往内地通行證（含非中國籍） 2. 澳門居民身份證+外國護照+中華人民共和國外國人永久居留身份證 3. 澳門居民身份證+外國電子護照+6個月以上的中華人民共和國外國人居留許可 4. 澳門居民身份證+外國電子護照+6個月以上的中華人民共和國簽證 | 在辦理以下證件時已授權港澳地區使用其生物特徵進行自助通關： 1. 往來港澳通行證 2. 電子因公往來港澳通行證 | 香港永久性居民身份證+港澳居民來往内地通行證（含非中國籍），已辦理澳門和中國内地自助通關備案手續 | 台灣居民往來大陸通行證，已辦理澳門和中國内地自助通關備案手續 | 以下情況需要辦理澳門和中國内地自助通關備案手續： 1. 外國護照+中華人民共和國外國人永久居留身份證 2. 外國電子護照+6個月以上的中華人民共和國外國人居留許可（需符合符合豁免簽證及預先入境許可進入澳門條件） |
| 出入境需使用的證件 | 在中國内地出境 | 澳門居民身份證 | 往來港澳通行證/電子因公往來港澳通行證                                                                  | 香港永久性居民身份證                                                                            | 台灣居民往來大陸通行證                                       | 外國護照 |
| 出入境需使用的證件 | 在澳門出境     | 港澳居民來往内地通行證（含非中國籍）/外國護照 | 往來港澳通行證/電子因公往來港澳通行證                                                                  | 港澳居民來往内地通行證（含非中國籍）                                                            | 台灣居民往來大陸通行證                                       | 外國護照 |

## 珠海橫琴口岸聯檢大樓（第四代）
|          |       | 珠海口岸區                                       | 澳門口岸區                             | 澳門口岸區                                               |  |  |
| 樓層分佈 | L3-L5 | 口岸商場                                         |                                        |                                                          |  |  |
| 樓層分佈 | L2    | 入境大堂／旅遊巴士／跨境通勤專線往橫琴方向上客點 | 出境大堂                               | 交通樞紐平台／蓮花大橋及澳門大學連接橫琴口岸通道橋出入口 |  |  |
| 樓層分佈 | L1    | 出境大堂                                         | 入境大堂                               | 交通樞紐平台／蓮花大橋及澳門大學連接橫琴口岸通道橋出入口 |  |  |
| 樓層分佈 | G     | 公共汽車 車輛查驗場／聯合一站式／隨車人員驗放廳  | 車輛查驗場／聯合一站式／隨車人員驗放廳 | 車輛查驗場／聯合一站式／隨車人員驗放廳                   |  |  |
| 樓層分佈 | B1    | 長途汽車／出租車                                 | 澳門輕軌橫琴站票務層                   | 澳門輕軌橫琴站票務層                                     |  |  |
| 樓層分佈 | B2    | 珠機城際橫琴站／B2停車場                         | 澳門輕軌橫琴站月台層                   | 澳門輕軌橫琴站月台層                                     |  |  |
| 樓層分佈 | B3    | B3停車場                                         |                                        |                                                          |  |  |

## 使用情況
2022年8月17日，橫琴口岸新聯檢大樓啟用踏入第2年，橫琴邊檢公佈共查驗出入境旅客逾1,400萬人次，同比增長6.7%，車輛約196萬輛次，其中單牌車佔約6成至120萬輛次，同比增長2.3倍。港澳居民通關量從2018至2020年的約277萬人次，上升到這2年的419萬人次，同比增長約51.2%，反映琴澳一體化趨勢正大步向前。 
2023年1月16日，橫琴粵澳深度合作區行政事務局表示，自同年1月8日起對COVID-19實施“乙類乙管”，經橫琴口岸通關人數約27萬人次，單牌車約2.7萬輛次，日均通關量約3.4萬人次。
2023年“五‧一黃金周”假期首日（2023年4月29日），經該口岸出入境旅客5.3萬人次、車輛5,500架次，其中出境高峰為08:30至12:00，入境高峰為16:00至19:00。
2023年9月，橫琴粵澳深度合作區成立2周年，經該口岸出入旅客超過2,125萬人次，車輛約290萬架次，當中澳門單牌車超過195萬架次。據統計，在琴定居就業的澳門居民有7,000多人，出入境的港澳居民的港澳居民日均客流由2022年的5,900多人次增長至2023年的近1.2萬人次。正積極探索對乘坐巴士集中通關的跨境學童實行隨車查驗、澳門救護車入境橫琴等便民舉措的可行性，以及推進智能化車體檢查系統建設，協同建設車輛“合作查驗、一次放行”車道。
2023年10月27日，新“合作查驗、一次放行”車道試運行首個月，共驗放進出境車輛15.6萬輛次，最高單日通行車輛達5,800輛次。同時在粵澳兩地五家聯檢單位持續優化通關流程下，目前車輛整體通關效率較開通初期再提升近三成。
2024年2月12日，橫琴口岸單日出入境客流首次突破8萬人次，同比2023年大年初三單日客流增長103.6%，同比2019年增長62.4%，刷新了2023年12月31日創下的7.5萬人次最高紀錄，是橫琴口岸成立以來歷史新高。
2024年8月18日，橫琴口岸新聯檢大樓啟用4周年，橫琴邊檢公佈新聯檢大樓啟用4年來累计经横琴口岸出入境人员超4800万人次，车辆超过588万辆次，年均增幅分别约62.2%和40.4%。2024年的单日客流最高超过8.6万人次，车辆超过7200辆次；日均客流量和车流量均实现翻倍增长，分别从四年前的2.5万人次和2700辆次，增长至目前的5.7万人次和6000辆次。
2025年5月7日，口岸通關客流量提早突破1,000萬人次，日均7.9萬人次出入境，較2024年同期增加32%。打破自2000年通關以來客流破千萬的最快紀錄，較2024年6月22日破千萬記錄提前了46天。通關客流結構方面，澳門居民佔25.3%、旅客佔37.8%、非本地居民高等院校學生佔21.4%、外地僱員佔15%、其他人員則佔0.5%。2025年五一假期期間，於5月1日和2日分別錄得10.4萬人次和12.8萬人次出入境。琴澳兩地邊檢計劃提升通關能力和便利措施，包括將原有的64條自助通關通道升級改造成具“免出示證件”功能、加建46條自助及6條人工通關查驗通道、研究擴展合作查驗自助通道適用對象及研究在“聯合一站式車道”推展更便捷的查驗措施。

## 颱風期間特別安排
在澳門大學連接橫琴口岸通道橋開通前，蓮花大橋於改發八號風球後1.5小時封閉，期間該口岸（包括於2020年搬遷前的路氹邊檢大樓）將配合蓮花大橋封閉措施將會暫停通關。
2023年7月，颱風泰利襲澳導致澳門需要發出八號風球，橫琴口岸於八號風球生效期間需關閉，在疫情復常和放寬出入境政策後更加對居住橫琴在澳門工作的本地居民及外僱造成不便。有澳門離島社區服務諮詢委員會委員關注八號風球生效期間澳門及橫琴兩地通關措施，有委員指隨著深合區發展及“澳門新街坊”建成，加上澳門輕軌橫琴線以河底隧道方式連接琴澳兩地，建議取消八號風球生效下口岸停辦通關手續的措施。澳門立法會直選議員梁孫旭表示，有居住在橫琴的居民表示下班後橫琴口岸已關，需要透過澳門半島的口岸才能出境，但交通十分不便，需要數小時才能回家。他建議當局研究，參考港珠澳大橋的措施，允許在一定安全系數之下實施有限度和限速的通車。另外，由於蓮花大橋相對短，可考慮較開放措施，方便旅客在颱風期間直接由橫琴口岸前往氹仔，以及方便需要進出橫琴的居民，減少颱風所出現的交通問題。
2023年7月下旬，直選議員顏奕恆提出書面質詢，要求政府交代八號風球生效期間口岸封關主因是否與蓮花大橋有關，提出可參考港珠澳大橋按風速級別行車安排，希望政府考慮相關安全通車策略，減少影響市民和旅客通關。保安司司長辦公室於同年8月下旬回應指，就蓮花大橋和澳門大學連接橫琴口岸通道橋在八號風球等極端天氣下開放通行的事宜，需與氣象和交通等部門進行深入研究及充分評估，在確保具備通車的安全條件下，保安當局將積極作出相應配合，並維持橫琴口岸的出入境服務。
2023年10月8日，澳門受颱風小犬影響，氣象局發出八號風球及蓮花大橋封閉期間，因澳門大學連接橫琴口岸通道橋開通兼維持正常開放，口岸首次於澳門發出八號風球期間維持正常通關服務，期間車輛可取道該通道橋正常通行（電單車及行人禁止通行），但往返口岸的公共交通服務維持暫停。

## 往珠海接驳交通

### 出租車
珠海聯檢大樓設有出租車站，位於地庫一層（B1層）。

### 長途汽車
横琴口岸汽车客运站，位于横琴口岸联检通关大楼负一层，由珠海大横琴口岸实业有限公司、珠海公交信禾长运股份有限公司、珠海市拱运汽车客运站有限公司三家国有企业出资合作经营，于2020年8月18日13时正式开通启用。客运站按照一级C类设计的国家级枢纽站场建造，占地面积1.4万㎡，车场面积10726㎡，站房面积3286㎡，日均可发送旅客近1万人，日均可发送班车约400班，车站有售票窗口6个，检票口3个，发车卡位10个，44个停车卡位，4个落客卡位。
初期营业时间为7:00-22:00，目前客运班线以珠三角地区及粤西方向班线为主，其他区域班线为辅。受疫情影响，自2021年1月1日起，營業時間臨時调整为10:00至18:00，部分班次亦作出调整。
| 省站（廣州市） | 清远 | 恩平（江門市） | 阳春（陽江市） | 龙岗（深圳市） | 新会（江門市） | 江门 | 中山坦洲 |

### 鐵路
橫琴口岸珠海聯檢大樓地庫二層（B2層）設有連接通道往返城軌橫琴站，城軌站和連接通道於2020年8月18日同步開放。

## 往澳門接駁交通

### 澳門巴士
巴士總站位於澳門口岸區交通樞紐二期平台，目前設有3條巴士路線以該站為總站，3條巴士路線途經該站。

### 澳門輕軌
- █  橫琴線橫琴站

## 商業設施

### 橫琴口岸廣場
橫琴口岸廣場，位於橫琴口岸聯檢大樓珠方口岸區內的商業聯營體及口岸上蓋的大型住宅項目，由大横琴集团全资子公司——珠海大横琴口岸实业有限公司投资、建设及运营，规划用地面积约34.51万㎡，总建筑面积约131万㎡。廣場擬於2024年6月30日開業，集匯聚美食、娛樂、創意和社交等元素的「琴澳歡聚新空間」。整體規劃五類主題商業，其中包括：規劃面積為4.7萬㎡的旅檢大樓集中式商業區、D1酒店與文化產業配套區、D2休閒共用配套區、E2社區生活配套區以及E3運動健康主題商業區，招商方面引入澳門多個特色品牌，以及多個海內外熱門品牌入駐。